# غلين سميتس
غلين سميتس (بالهولندية: Glenn Smits)‏ هو لاعب كرة مضرب هولندي، ولد في 24 أكتوبر 1990 في روتردام في هولندا.

## وصلات خارجية
- غلين سميتس على موقع رابطة محترفي التنس (الإنجليزية)
- غلين سميتس على موقع الاتحاد الدولي لكرة المضرب (الإنجليزية)
- غلين سميتس على موقع خلاصة التنس.كوم (الإنجليزية)